# Joachim II (prawosławny patriarcha Antiochii)
Joachim II – prawosławny patriarcha Antiochii w latach 1411–1426.